# Adrian Przyborek
Adrian Przyborek (Koszalin, 1º gennaio 2007) è un calciatore polacco, centrocampista del Pogoń Stettino.

## Carriera

### Club
Przyborek è cresciuto nel settore giovanile del Pogoń Stettino ed ha firmato il suo primo contratto professionistico nel gennaio del 2022. Ha debuttato in prima squadra il 18 febbraio 2023 nell'incontro di Ekstraklasa vinto 3-1 contro il Warta Poznań ed il 12 aprile dell'anno successivo ha segnato il suo primo gol nel successo casalingo per 5-0 sul Ruch Chorzów.
Il 15 ottobre 2024  è stato inserito nella lista dei migliori sessanta calciatori nati dopo il 2007, stilata dal quotidiano inglese The Guardian.

### Nazionale
Ha giocato nella nazionale polacca Under-16, Under-17 ed Under-18.

## Statistiche

### Presenze e reti nei club
Statistiche aggiornate al 4 settembre 2024.
| Stagione        | Squadra           | Campionato      | Campionato | Campionato | Coppe nazionali | Coppe nazionali | Coppe nazionali | Coppe continentali | Coppe continentali | Coppe continentali | Altre coppe | Altre coppe | Altre coppe | Totale | Totale | Totale |
| Stagione        | Squadra           | Comp            | Pres       | Reti       | Comp            | Pres            | Reti            | Comp               | Pres               | Reti               | Comp        | Pres        | Reti        | Pres   | Reti   |        |
| --------------- | ----------------- | --------------- | ---------- | ---------- | --------------- | --------------- | --------------- | ------------------ | ------------------ | ------------------ | ----------- | ----------- | ----------- | ------ | ------ | ------ |
| 2022-2023       | Pogoń Stettino II | 3L              | 5          | 1          | -               | -               | -               | -                  | -                  | -                  | -           | -           | -           | 5      | 1      |        |
| 2022-2023       | Pogoń Stettino    | EK              | 3          | 0          | CP              | 0               | 0               | -                  | -                  | -                  | -           | -           | -           | 3      | 0      |        |
| 2023-2024       | Pogoń Stettino    | EK              | 22         | 1          | CP              | 4               | 0               | UECL               | 2                  | 0                  | -           | -           | -           | 28     | 1      |        |
| 2024-2025       | Pogoń Stettino    | EK              | 7          | 0          | CP              | 1               | 0               | -                  | -                  | -                  | -           | -           | -           | 8      | 0      |        |
| Totale carriera | Totale carriera   | Totale carriera | 32         | 1          |                 | 5               | 0               |                    | 2                  | 0                  |             | -           | -           | 37     | 2      |        |